# Galois-Teichmüller-theorie
In de groepentheorie, een deelgebied van de wiskunde, is de Grothendieck-Teichmüller-groep (GT) een  groep die nauw verwant is aan (en eventueel gelijk is aan) de absolute galoisgroep van de rationale getallen. Het begrip werd geïntroduceerd door Vladimir Drinfeld (1990) en genoemd naar Alexander Grothendieck en Oswald Teichmüller, op basis van een suggestie van Grothendieck in diens Esquisse d'un programma om de absolute galois-groep van de rationale getallen te bestuderen door deze te verbinden met haar werking op de Teichmüller-toren van Teichmüller-groepoïden {\displaystyle T_{g,n}}, de fundamentele groepoïden van modulistapels van genus {\displaystyle g}-krommen, waarvan {\displaystyle n} punten verwijderd zijn. Er zijn enkele kleine variaties op deze groep: een discrete versie, een pro-{\displaystyle l}-versie, een {\displaystyle k}-pro-unipotente versie, en een profiniete versie; de eerste drie versies werden door Drinfeld gepubliceerd; de versie die het meest wordt gebruikt is de profiniete versie.